# Stadtkirche Ludwigsburg

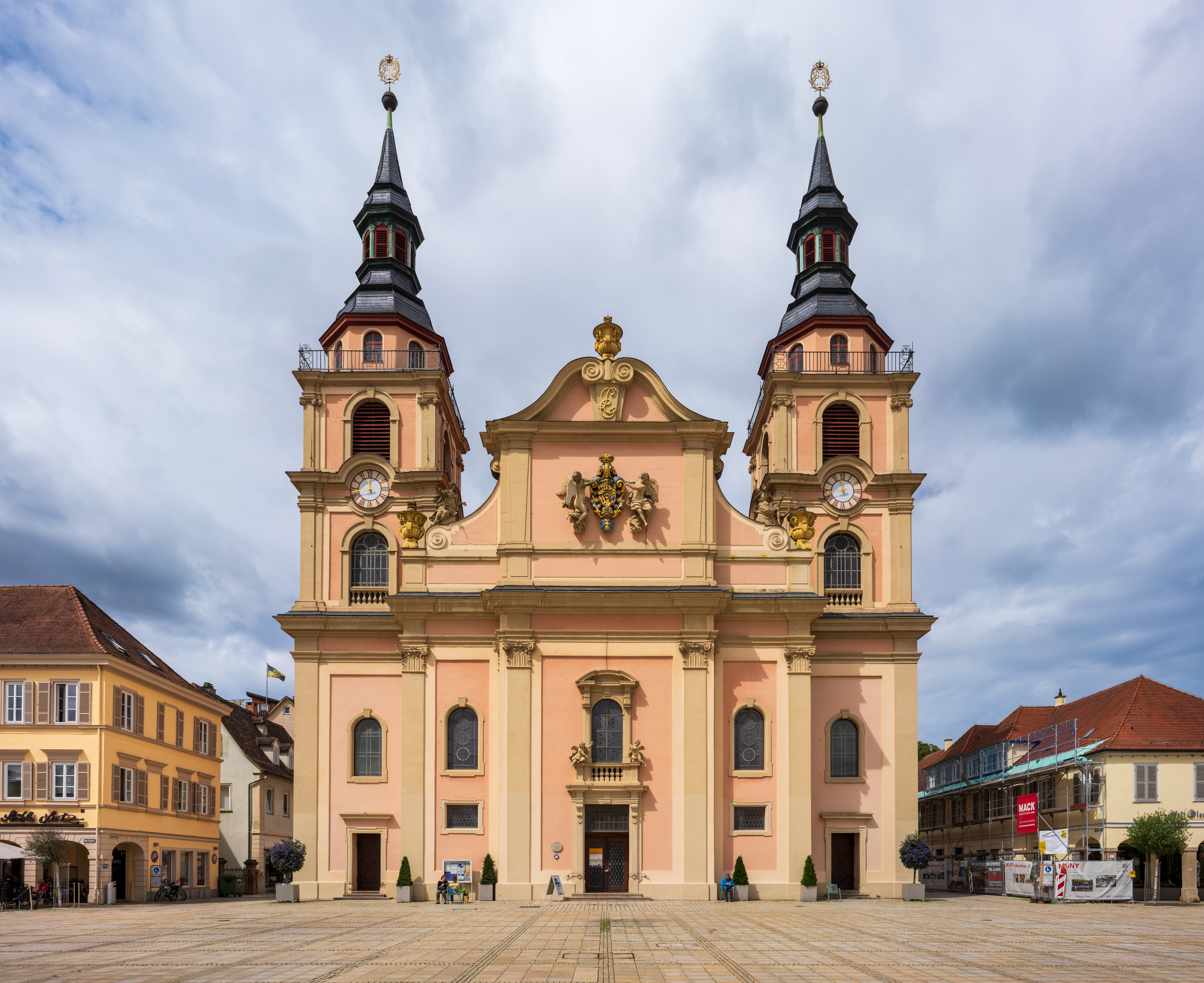
Stadtkirche Ludwigsburg

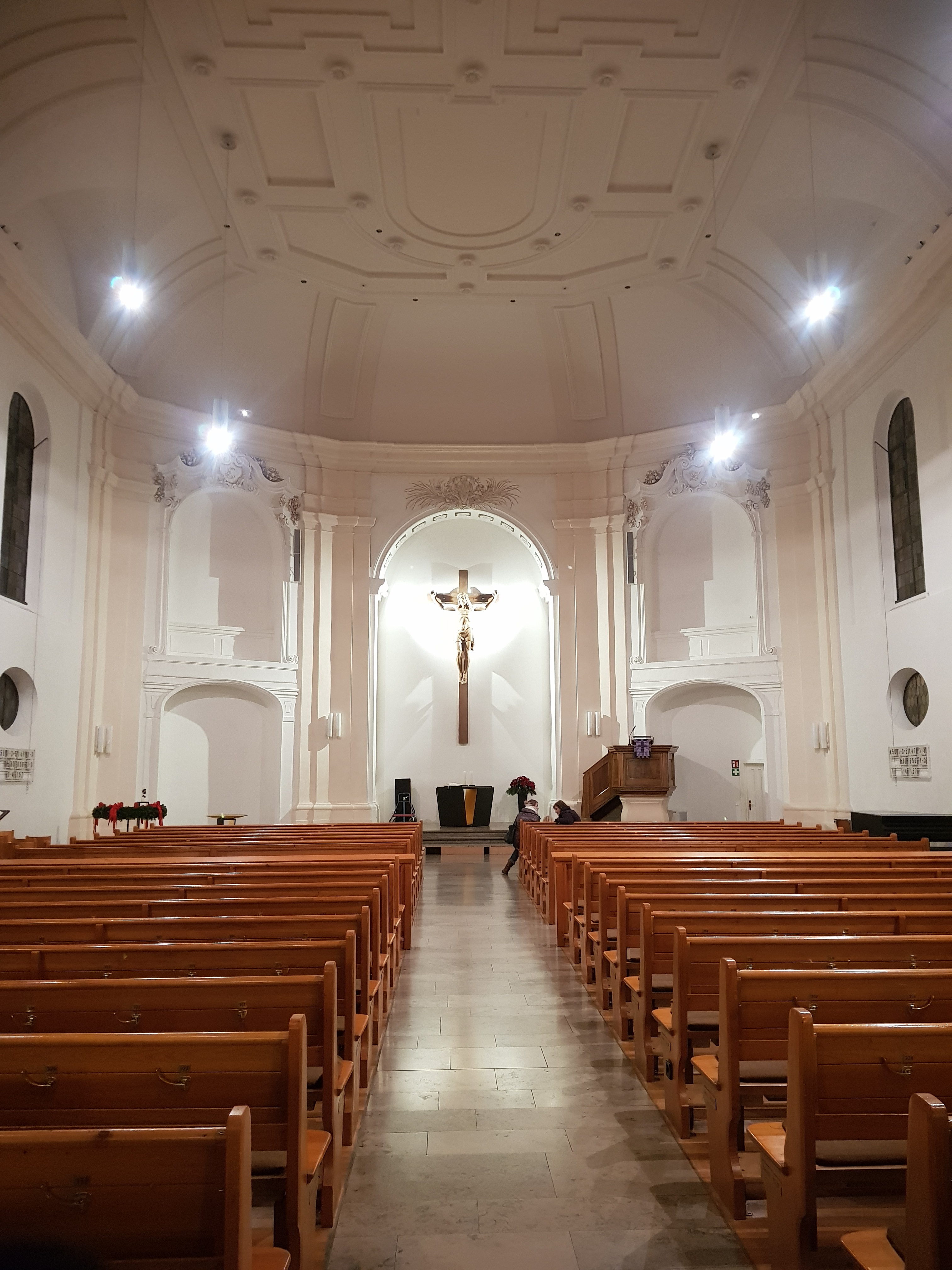
Innenansicht

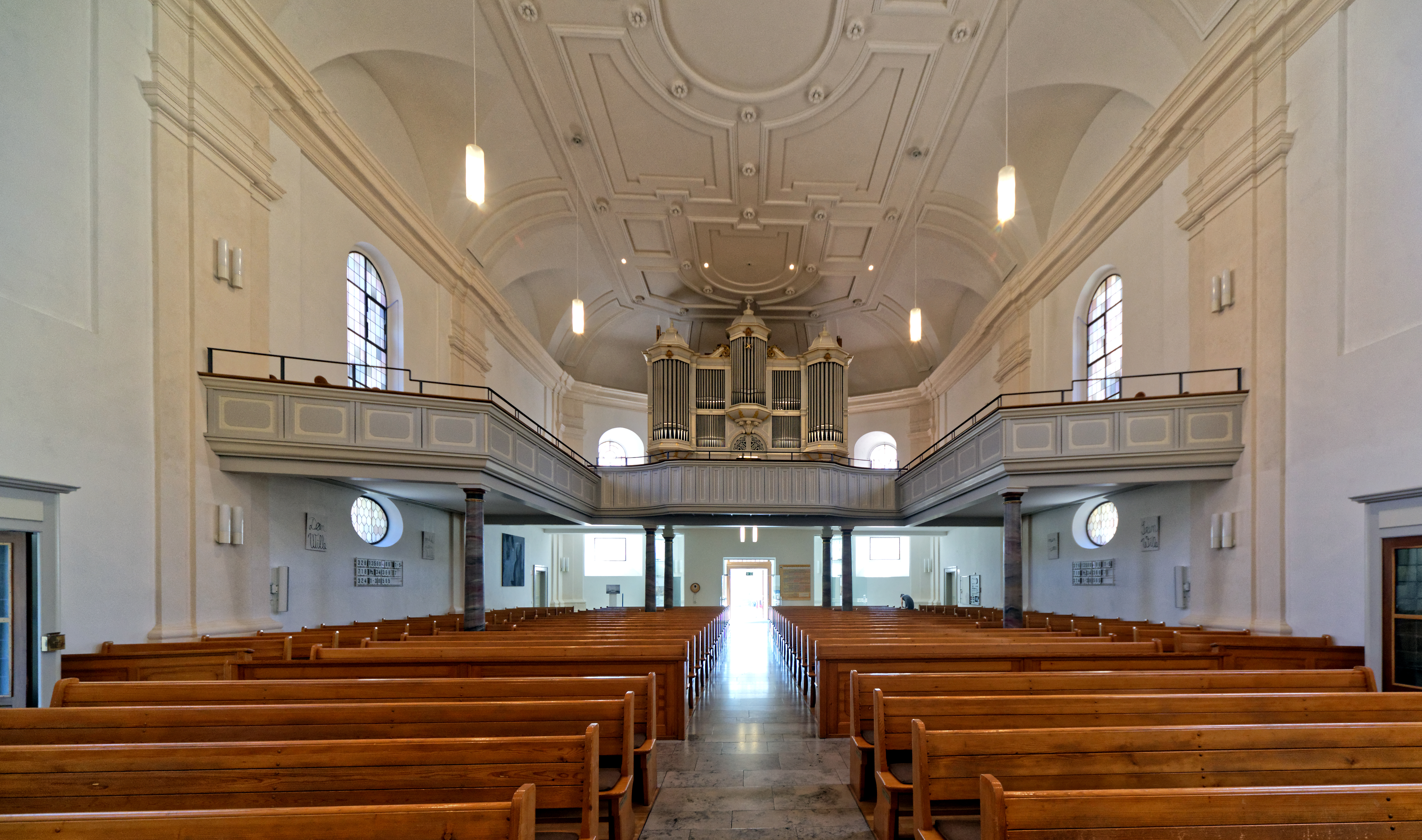
Blick zur Orgel

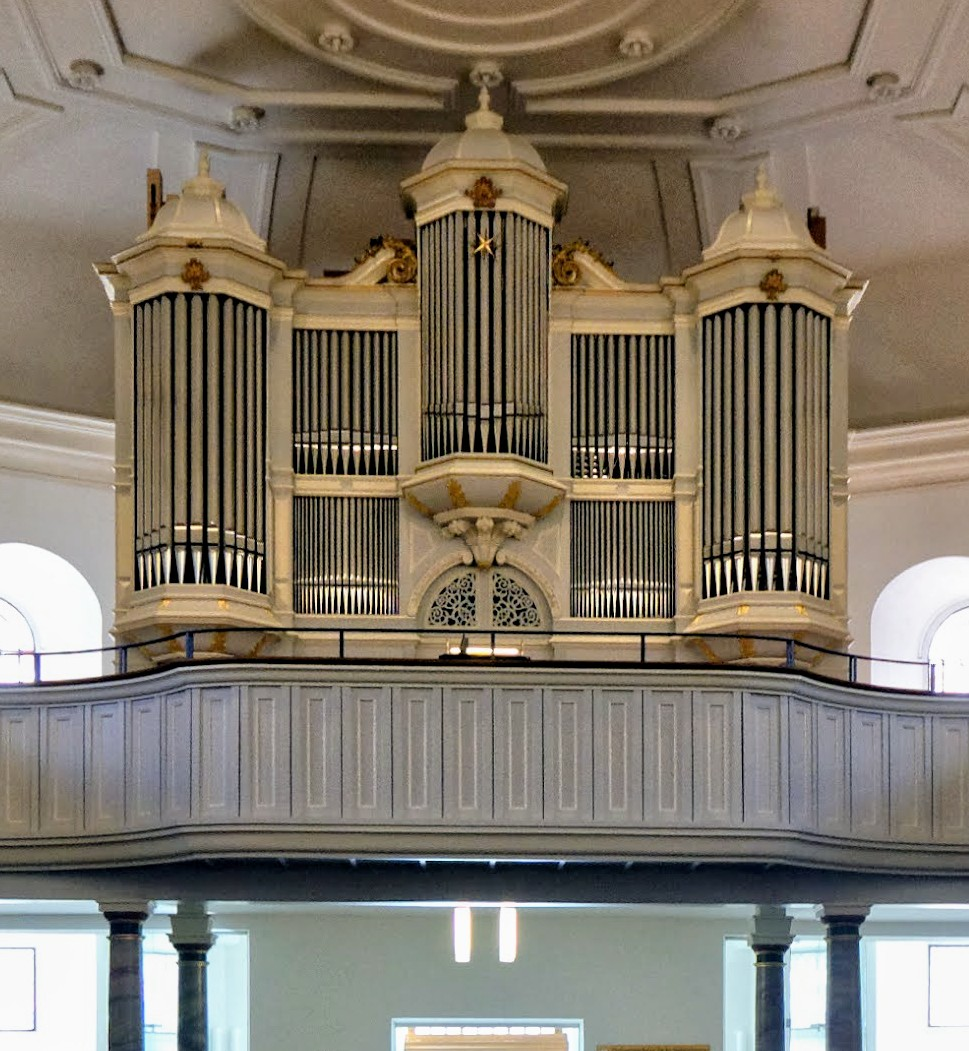
Orgel

Die Stadtkirche Ludwigsburg ist ein protestantisches Kirchengebäude in der Kernstadt von Ludwigsburg.

## Baugeschichte
Die Stadtkirche wurde in den Jahren 1718 bis 1726 von Baumeister Donato Giuseppe Frisoni als barocke Predigtkirche an der Westseite des Marktplatzes erbaut. Auf der gegenüberliegenden Seite des Platzes wurde etwa zeitgleich die lutherische Garnisonskirche erbaut, die heutige katholische Kirche Zur Heiligsten Dreieinigkeit. 1720, noch vor Fertigstellung der beiden Türme, wurde das Amt eines Stadtzinkenisten (Turmbläsers) eingerichtet, das bis heute besteht.

## Innenraum
Der Innenraum der Saalkirche zeigt sich in der schlichten Gestalt der Renovierung von 1960. Lediglich in der Chorkapelle in der abgemauerten Apsis wurde die barocke Deckenbemalung wiederhergestellt.

## Orgeln
Nach dem ersten Orgel (Baumeister/Schmahl) wurde im Jahre 1859 von Eberhard Friedrich Walcker (Ludwigsburg) ein neues Instrument erbaut. 1889 wurde das Orgelwerk in einem neuen Gehäuse aufgestellt, welches bis heute erhalten ist. 1906 wurde dieses Instrument von 31 auf 51 Register erweitert und mit pneumatischen Trakturen ausgestattet. 1960 erfolgte die Entfernung der (ursprünglichen) Kegelladen, die man durch neue Windladen ersetzte; außerdem wurden ein Rückpositiv hinzugefügt und im Zuge einer Dispositionsänderung ein erheblicher Teil des Pfeifenwerkes entfernt, der Rest umgearbeitet.
Nach der Renovierung der Stadtkirche 2013 wurde auch die Orgel einer grundlegenden Revision unterzogen. Die technische Anlage wurde auf zwei der drei Manualen und im Pedal mit historischen mechanischen Walcker-Kegelladen aus dem Jahr 1890 ausgestattet, in einem Manual auf neu gebauter Schleiflade. Alle Manualwerke wurden mit Barkermaschinen nach dem Vorbild der Wiener Votivkirche ausgestattet. Das Instrument hat heute 51 Register auf drei Manualwerken und Pedal. Die Spieltrakturen sind mechanisch, die Registertrakturen sind elektrisch. Die Arbeiten wurden 2014/15 von der Firma Klais (Bonn) ausgeführt. Außerdem besitzt die Kirchengemeinde ein vierregistriges Positiv von Friedrich Lieb aus dem Jahr 2018.
| I Hauptwerk C–c4 |       |
| Principal        | 16′   |
| Bourdon          | 16′   |
| Principal        | 8′    |
| Viola di Gamba   | 8′    |
| Harmonieflöte    | 8′    |
| Gedeckt          | 8′    |
| Octave           | 4′    |
| Quinte           | 2 ⁄3′ |
| Octave           | 2′    |
| Kornett II-V     | 2 ⁄3′ |
| Mixtur V         | 2′    |
| Trompete         | 8′    |

| II Schwellwerk I C–c4 |        |
| Lieblich Gedeckt      | 16′    |
| Floetenprincipal      | 8′     |
| Doppelgedeckt         | 8′     |
| Viola d’amour         | 8′     |
| Quintatön             | 8′     |
| Octave                | 4′     |
| Rohrfloete            | 4′     |
| Violine               | 4′     |
| Nasat                 | 2 ⁄3′  |
| Piccolo               | 2′     |
| Tertia                | 1 3⁄5′ |
| Larigot               | 1 ⁄3′  |
| Mixtur IV             | 2 ⁄3′  |
| Basson                | 16′    |
| Horn                  | 8′     |
| Oboe                  | 8′     |
| Clarino               | 4′     |
| Tremolo               |        |

| III Schwellwerk II C–c4 |       |
| Violone                 | 16′   |
| Geigenprincipal         | 8′    |
| Concertfloete           | 8′    |
| Salicional              | 8′    |
| Lieblich Gedeckt        | 8′    |
| Holzharmonica           | 8′    |
| Geigenschwebung         | 8′    |
| Fugara                  | 4′    |
| Traversfloete           | 4′    |
| Flautino                | 2′    |
| Harmonia aetheria IV    | 2 ⁄3′ |
| Vox humana              | 16′   |
| Clarinette              | 8′    |
| Tremolo                 |       |

| Pedalwerk C–g1 |     |
| Grand Bourdon  | 32′ |
| Principalbaß   | 16′ |
| Violonbaß      | 16′ |
| Subbaß         | 16′ |
| Gedecktbaß     | 16′ |
| Octavbaß       | 8′  |
| Spitzfloete    | 8′  |
| Gedeckt        | 8′  |
| Octave         | 4′  |
| Posaune        | 16′ |
| Basson         | 16′ |
| Trompete       | 8′  |
| Horn           | 8′  |

- Koppeln: II/I, III/I, III/II, II/III, I/P, II/P, III/P, alle Sub- und Superoktavkoppeln für II und III (nicht ausgebaut)

Kirchenmusiker an der Stadtkirche sind die beiden Bezirkskantoren Martin Kaleschke und Fabian Wöhrle.

## Glocken
Die Stadtkirche verfügt über ein fünfstimmiges Glockengeläut. Im Nordturm befindet sich die historische Herzog-Eberhard-Ludwig-Glocke von 1726, gegossen von Gottlieb Korn und Leonhard Ernst in Ulm. Im Südturm befinden sich vier Glocken der Gießerei Kurtz in Stuttgart von 1952 (Betglocke) und 1957.
| Glocke | Name                     | Gewicht | Durchmesser | Schlagton |
| ------ | ------------------------ | ------- | ----------- | --------- |
| 1      | Ludwigsglocke / Dominica | 2125 kg | 1500 mm     | c′+6      |
| 2      | Betglocke                | 1370 kg | 1303 mm     | es′+3     |
| 3      | Kreuzglocke              | 0663 kg | 1030 mm     | g′+0      |
| 4      | Zeichenglocke            | 0385 kg | 0860 mm     | b′+3      |
| 5      | Taufglocke               | 0268 kg | 0764 mm     | c″+3      |

In der Turmlaterne des Südturms befinden sich noch zwei kleine unbewegliche Schlagglocken, die jeweils die Viertelstundenschläge der Turmuhr ausführen. Die kleinere Glocke, Durchmesser 37 cm, wurde 1657 gegossen von Hans Diebold Allgeyer, Ulm, die größere, Durchmesser 48 cm wurde 1716 gegossen von Christian Günther zu Königsbronn. Es ist nicht bekannt, ob diese Glocken vorher an anderer Stelle hingen und wann sie an die Stadtkirche kamen.